# Subsumpcja (prawo)
Subsumpcja lub subsumcja (łac. sub- + sumptio - 'branie', 'przyjmowanie'; por. ang. subsume - 'zaliczać do klasy') – przyporządkowanie (podciągnięcie) stanu faktycznego pod ogólną normę (regułę) prawną.
Norma ta może zostać derywowana z należycie zinterpretowanego (poddanego wykładni) przepisu prawa lub precedensu (tzw. ratio decidendi) albo prawa zwyczajowego. W wyniku subsumpcji z normy ogólnej (generalno-abstrakcyjnej) tworzy się normę jednostkową (indywidualno-konkretną). Proces subsumcji zwany jest też czasem kwalifikacją prawną; a ona sama odbywać ma się drogą wykorzystania koncepcji sylogizmu prawnego.